# Archipines pictipennis
Archipines pictipennis es una especie de coleóptero de la familia Endomychidae.

## Distribución geográfica
Habita en Brasil y la Guayana.